# Лукин Наволок
Лукин Наволок — деревня в составе Новинского сельского поселения Кондопожского района Республики Карелия.

## Общие сведения
Расположена на берегу залива в северо-западной части Онежского озера. В трёх километрах к востоку от деревни располагается Сярьгозеро.

## Население
Численность населения в 1905 году составляла 95 человек.
| 2002 | 2009 | 2010 | 2013 |
| ---- | ---- | ---- | ---- |
| 0    | ↗1   | ↘0   | ↗1   |